# Roodbuikspecht
De roodbuikspecht (Melanerpes carolinus) is een vogel uit de familie van de spechten (Picidae). De wetenschappelijke naam van de soort werd in 1758 als Picus carolinus gepubliceerd door Carl Linnaeus. Hij baseerde de naam op een beschrijving die Mark Catesby van de soort gaf.

## Verspreiding en leefgebied
Deze soort komt voor in de oostelijke, centrale en zuidoostelijke Verenigde Staten.

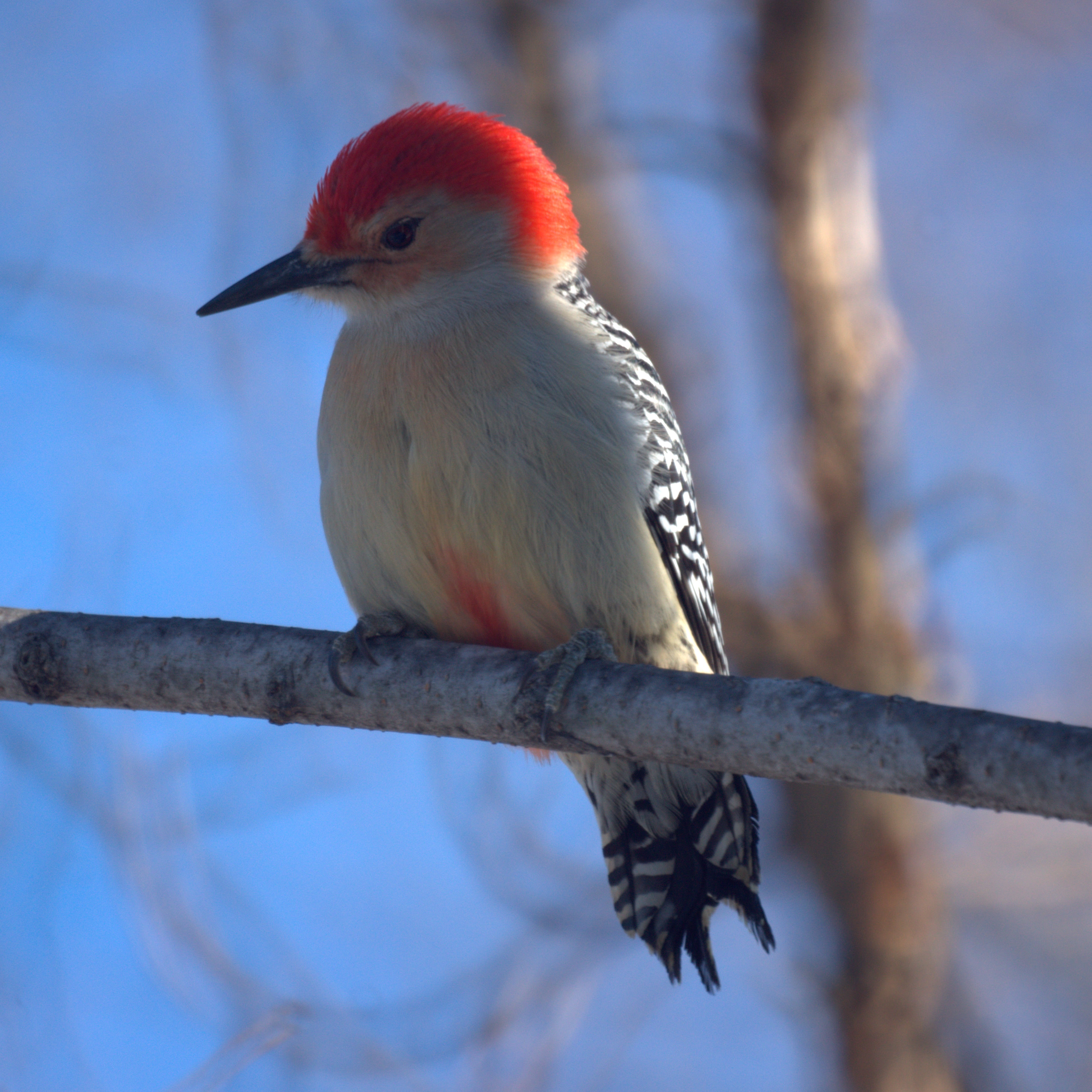
Wat er rood is aan de buik

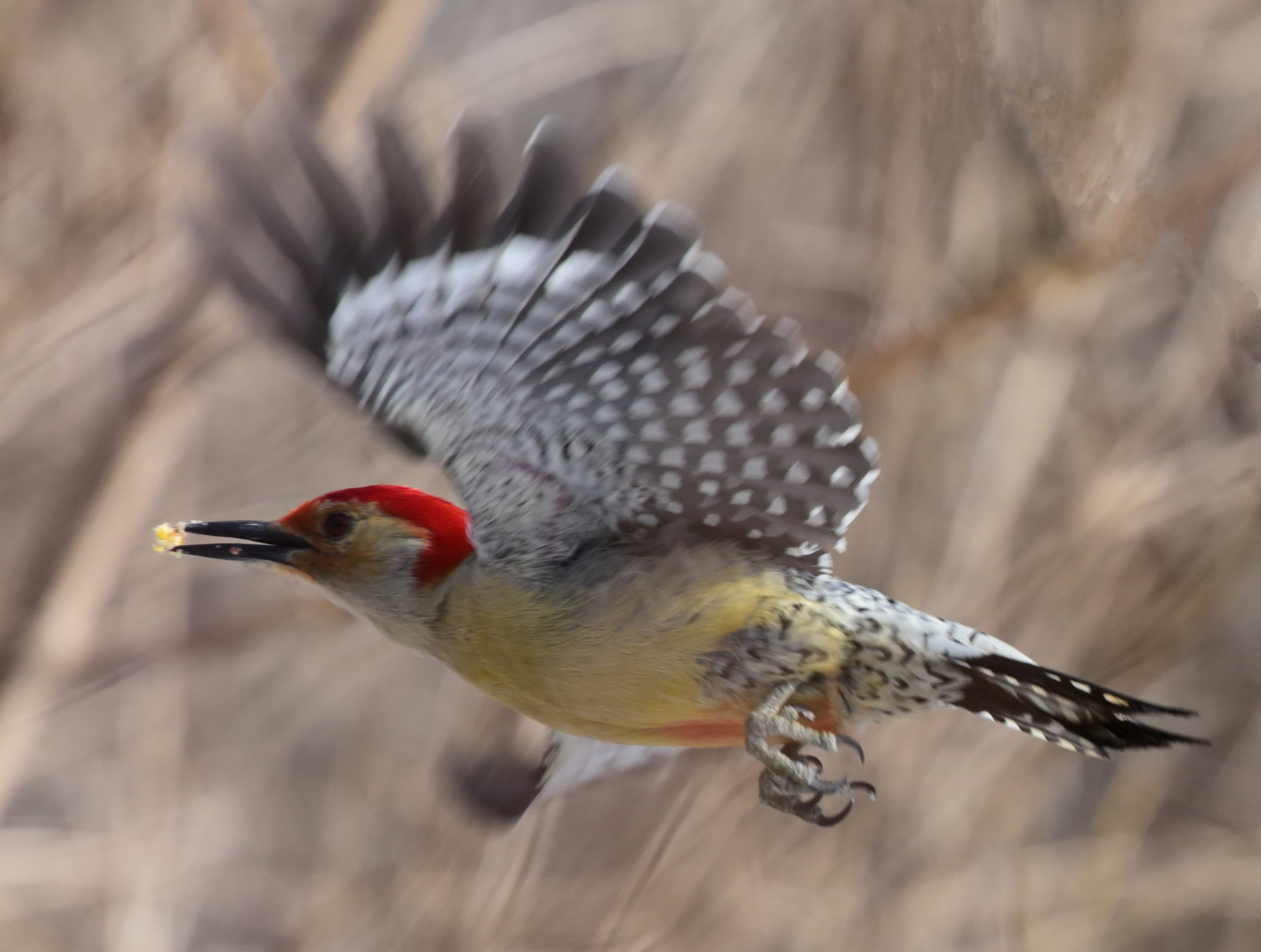
Vliegbeeld